# Liste des épisodes de Timon et Pumbaa
 (septembre 2024).
Si vous disposez d'ouvrages ou d'articles de référence ou si vous connaissez des sites web de qualité traitant du thème abordé ici, merci de compléter l'article en donnant les références utiles à sa vérifiabilité et en les liant à la section « Notes et références ».
 (septembre 2024).
- Si vous ne connaissez pas le sujet, laissez ce bandeau (vous pouvez alors contacter les auteurs).
- Si vous supprimez le contenu mis en cause (vous pouvez préalablement contacter les auteurs),

argumentez précisément cette suppression dans la page de discussion
(un manque de référence n'est pas un argument ; une recherche réelle de référence doit avoir été effectuée, être formellement documentée).
Cette page présente la liste des épisodes de Timon et Pumbaa.

## Saison 1
Chronologie
Saison 2
La première saison de Timon et Pumbaa est diffusée pour la première fois aux États-Unis sur la chaîne CBS entre le 8 septembre 1995 et le 29 décembre 1995.
| No. de série | No. dans la saison | Titre                                                                           | Titre anglophone                                                               | Réalisateur et Producteur                                                       | Scénario                                                                        | Storyboard                                        | Date de diffusion originale |
| --- | ------------------ | ------------------------------------------------------------------------------- | ------------------------------------------------------------------------------ | ------------------------------------------------------------------------------- | ------------------------------------------------------------------------------- | ------------------------------------------------- | --------------------------- |
| 1 | 1                  | L'Idole de Bora Bora Les Amours d'écureuils                                     | Boara Boara Saskatchewan Catch                                                 | Tony Craig & Roberts Gannaway Rob LaDuca                                        | Roberts Gannaway Darrel Campbell                                                | Todd Frederiksen Phil Weinstein                   | 8 Septembre 1995            |
| L'Idole de Bora Bora : Timon et Pumbaa arrivent sur une île déserte, peuplée par des indigènes. Ces derniers enlèvent Pumbaa pour le manger, mais le chef les en empêche, car il indique que le phacochère est une créature sacrée qui doit être traitée comme un dieu. Timon arrive au secours de Pumbaa et voit que son copain est traité comme un roi. Timon arrache donc Pumbaa des indigènes, ce qui les mets en colère et décide de sacrifier Timon en le jetant dans le cratère d'un volcan en éruption. Pour éviter d'être tué, Timon promet de servir Pumbaa. Mais il s'avère que plus tard les indigènes découvrent que Pumbaa était un usurpateur, et le duo s'enfuit en créant une diversion. Les indigènes épuisés, retournent à l'université après avoir dévoilé qu'ils s'agissait d'étudiants qui suivaient des cours d'immersion sur les sauvages. Les Amours d'écureuils : Timon et Pumbaa sont au Canada, dans la province de Saskatchewan, à la recherche d'un scarabée sacré vivant dans cette région. Après quelques échecs pour attraper l'insecte convoité, Timon et Pumbaa firent la connaissance d'un écureuil volant femelle. En supposant qu'avec ses capacités au vol elle pourrait leur dégoter leur scarabée, Timon lui demande d'aider Pumbaa et lui, et en échange ils aideraient la femelle à lui organiser un rencard avec un écureuil volant mâle dont elle est follement amoureuse. Après plusieurs tentatives ratées, Timon et Pumbaa parviennent à attraper l'écureuil volant, et leur présente sa nouvelle compagne. Les deux rongeurs épris l'un de l'autre s'avouent leur amour avant de s'envoler. Timon dégouté des côtés négatifs de la vie de couple contrairement à son style de vie d'Hakuna Matata, retourne grimper pour aller chercher l'insecte. |                    |                                                                                 |                                                                                |                                                                                 |                                                                                 |                                                   |                             |
| 2 | 2                  | Le Meilleur de tous La Petite Souris triste                                     | Kenya be my friend Rafiki Fables: Good Mousekeeping"                           | Tony Craig & Roberts Gannaway                                                   | Roberts Gannaway >Byron Simpson                                                 | Wendell Washer Ashley Brannon & Andrew Stanton    | 15 Septembre 1995           |
| Le Meilleur de tous : Ce jour-ci Timon et Pumbaa se sont fâchés : Timon a oublié de fêter son amitié avec Pumbaa et les deux compères décident de se trouver chacun de leur côté un autre compagnon. Pumbaa fait la connaissance d'une autre suricate du nom de Monti, et Timon rencontre un autre phacochère du nom de Baampu. Chacun découvre que leur nouveau camarade n'était pas à la hauteur de leurs exigences et décide de se remettre ensemble. La Petite Souris triste : Rafiki utilise sa magie pour venir en aide à une petite souris qui se fait harceler par trois éléphants moqueurs, et celle-ci finira par découvrir que sa véritable force viendra de l'intérieur. |                    |                                                                                 |                                                                                |                                                                                 |                                                                                 |                                                   |                             |
| 3 | 3                  | Bouffe à gogo Digestion difficile Le lion s'endort ce soir                      | Brazil Nuts South Sea Sick The Lion Sleeps Tonight                             | Jeff DeGrandis Tony Craig & Roberts Gannaway Ashley Quinn & Darrell Van Citters | Kevin Campbell Bobbi JG Weiss & David Cody Weiss                                | Denise Koyama Cynthia Petrovic                    | 16 Septembre 1995           |
| Bouffe à gogo : Timon et Pumbaa sont au Brésil dans la forêt d'Amazonie. Alors qu'ils sont tous les deux morts de faim, ils tombent sur un grand buffet à volonté avec tout un tas d'insectes. Ce lieu paradisiaque est tenu par deux serpents qui en fait chercher à les engraisser pour ensuite les dévorer. Le duo s'en rend compte et décide de se venger en leur jouant un tour dans le même style que celui des serpents. Digestion difficile : Pumbaa tombe malade après avoir mangé, et Timon se fait une joie de s'occuper de son meilleur ami et de le guérir alors qu'il n'a aucune compétence en médecine, ce qui pour Pumbaa va être infernal... Le lion s'endort ce soir: Dans cette version dérivée de la chanson populaire de The Tokens Timon et Pumbaa vont chasser des insectes sans remarque qu'ils sont suivis par un lion féroce. |                    |                                                                                 |                                                                                |                                                                                 |                                                                                 |                                                   |                             |
| 4 | 4                  | Maman Pumbaa Le jeu de l'oie                                                    | Never Everglades The Laughing Hyenas: Cooked Goose                             | Tony Craig & Roberts Gannaway                                                   | Roberts Gannaway Trey Callaway & Nancy Neufeld                                  | Cynthia Petrovic Wendell Washer & Mark Swan       | 22 Septembre 1995           |
| Maman Pumbaa : Dans les marécages de la Floride, un œuf d'alligator tombe d'une cargaison et celui-ci arrive sous les fesses de Pumbaa. Celui-ci pense qu'il a pondu un œuf et clame qu'il va devenir maman. Timon n'est pas dupe puisqu'il sait que les phacochères ne peuvent pas pondre d'œuf puisque ce sont des mammifères. Malgré ses affirmations, le nouveau-né vient au monde, et Pumbaa baptise le petit "Pumbaa junior". Le phacochère et le petit alligator passent beaucoup de temps ensemble tandis que Timon agacé de cette relation ridicule, souhaite que l'on place Pumbaa junior avec d'autres créatures de son espèce. Pumbaa finira par s'en rendre compte après avoir vu que Pumbaa junior ait trouvé un autre de ses semblables. Le jeu de l'oie : Deux guépards, Cheetayto et Cheetatho, se font sans cesse déranger dans leurs activités de chasse par les apparitions intrusives des trois hyènes, Shenzi Banzaï et Ed. Les deux guépards élaborent plusieurs stratagèmes pour se débarrasser des trois charognards et leur montent un bateau avec l'histoire de l'oie sauvage qui vit à des milliers de kilomètres de la réserve naturelle du Serengeti. |                    |                                                                                 |                                                                                |                                                                                 |                                                                                 |                                                   |                             |
| 5 | 5                  | Pépite en fuite Africa-ci Africa-là                                             | Yukon Con Doubt of Africa                                                      | Tony Craig & Roberts Gannaway Jeff DeGrandis                                    | Kevin Campbell Mark Saraceni                                                    | Lonnie Lloyd Joe Horne                            | 23 Septembre 1995           |
| Pépite en fuite : Timon et Pumbaa sont dans les régions glacées de l'Alaska à la recherche d'or. Pumbaa pense que Timon ne fait rien et lui reproche de ne pas faire la moitié du travail. Timon n'interprète pas bien les propos de son copain quand celui-ci dit qu'il faut faire moitié-moitié (dans un sens partager le butin trouvé ensemble et dans l'autre chercher de son côté). Par conséquent, Timon creuse de son côté et trouve une capsule de soda, et Pumbaa dégote un gros filon, qui est une pépite d'or géante. Timon frustré des exploits de son ami se rallie avec un voleur d'or du nom de Kuzco Quint, et pendant qu'il fait diversion dans un saloon où Pumbaa se trouve, Quint s'empare de l'or et s'enfuit. Les deux compères partent pour le rattraper mais en vain Quint réussit à les semer. Timon et Pumbaa rencontrent après cela un commandant de la marine qui réclame la capsule de cola que Timon a trouvé plus tôt et les deux amis recommencent à se chamailler. Africa-ci, Africa-là: Timon et Pumbaa aident une vieille tigresse à chasser le gibier pour nourrir sa famille, et Timon subit les malchanceux évènements qui lui tombe sur la tête en cherchant à l'aider. |                    |                                                                                 |                                                                                |                                                                                 |                                                                                 |                                                   |                             |
| 6 | 6                  | Le voleur volé Avant l'heure, c'est pas l'heure, après l'heure, c'est trop tard | How to Beat the High Costa Rica Swiss Missed                                   | Tony Craig & Roberts Gannaway                                                   | Roberts Gannaway Mirith J.S. Colao                                              | Cynthia Petrovic Sharon Forward                   | 29 Septembre 1995           |
| Le voleur volé : Un voleur nommé Criminel Quint, vient de voler une immense fortune qu'il perd en cours de route. Cet argent contenu dans une valise atterrie dans une forêt du nord où on retrouve notre duo. Timon découvre l'argent et décide de le conserver pour s'acheter un tas de choses dont il a toujours souhaité mais finit par rendre l'argent à Quint, réclamant qu'il s'agit de sa valise. Plus tard Pumbaa achète le journal et découvre avec Timon qu'ils avaient affaire au voleur de tout à l'heure. Ne pouvant rien dire à la police, sous peine d'être incriminé pour complicité, Timon et Pumbaa décident de récupérer les liasses de billets du criminel. Et après plusieurs coups ratés ils y parviennent, expédient le voleur en prison et s'achètent un tas de choses d'une valeur hors de prix Avant l'heure, c'est pas l'heure, après l'heure, c'est trop tard: En Suisse au pied d'une horloge, Timon et Pumbaa dégustent des friandises de la région locale, et se font perturber sans cesse par des passants qui selon Pumbaa ont des responsabilités. Timon pense qu'il peut enseigner sa théorie du Hakuna Matata à n'importe qui, et du coup il choisit le gardien de l'horloge, Fronk, et l'oblige à prendre des vacances. Seulement à peine Fronk s'est absenté que l'horloge est cassée, et que si elle n'est pas réparée avant midi, Fronk se fera virer et remplacer par un autre qui convoitait sa place de gardien, Cou-Couman Quint. Timon et Pumbaa partent alors à la recherche de Fronk pour qu'il répare l'horloge, sans quoi, ils ne pourront jamais quitter la ville. |                    |                                                                                 |                                                                                |                                                                                 |                                                                                 |                                                   |                             |
| 7 | 7                  | Quel beau porc de Ballet Mission Impossible                                     | Russia Hour You Ghana Join the Club                                            | Jeff DeGrandis                                                                  | Mirith J. Colao Kevin Campbell Scénario : Bobbi JG Weiss & David Cody Weiss     | Ken Mitchroney                                    | 30 septembre 1995           |
| Quel beau porc de ballet : Timon, accompagne Pumbaa voir son oncle Boris qui habite à Moscou en Russie. Boris est très connu pour être le plus grand danseur de ballet de toute la ville. Malheureusement après avoir annoncé qu'il comptait faire sa dernière représentation avant de se retirer, il eut un accident terrible, l'empêchant de faire son numéro de ce soir. Par conséquent, Pumbaa doit prendre la place de son oncle, et Timon l'aidera à en faire un danseur de ballet classique Mission Impossible : Alors qu'ils se reposaient dans leur coin préféré, Timon et Pumbaa se font expulser par des spermophiles, les "Teds" qui bâtissent leur club à cet endroit même. Ne pouvant plus y accéder, Timon et Pumbaa prétendent être eux aussi des Teds et pour être membre du club, il faut aller à la caverne d'un lion qui habite dans le coin, et lui passer un collier à grelots autour du cou. Le coup étant réussi les deux compères peuvent crier victoire mais doivent encore réaliser de nouvelles épreuves dangereuses imposées par les Ted avec le lion pour intégrer le club. |                    |                                                                                 |                                                                                |                                                                                 |                                                                                 |                                                   |                             |
| 8 | 8                  | Une mémoire d'éléphant Petit oiseau deviendra grand...                          | Uganda Be an Elephant To Kilimanjaro Bird                                      | Tony Craig & Roberts Gannaway Rob LaDuca                                        | Kevin Campbell Darrel Campbell                                                  | Cullen Blaine & Ken Boyer Ryan Anthony            | 6 octobre 1995              |
| Une mémoire d'éléphant : Après avoir contemplé Ned l'éléphant, Pumbaa souhaiterait devenir lui aussi un éléphant, et Timon se donne corps et âme pour l'aider à en devenir un. Seulement devenir un éléphant n'est pas aussi facile, car il faut être très grand, avoir une bonne mémoire, et une longue trompe, et les deux compères vont avoir du fil à retordre... Petit oiseau deviendra grand...: Timon trouve des insectes qui étaient destinés à nourrir un aiglon et la mère de celui-ci, leur ordonne de garder son bébé pendant qu'elle va chercher de la nourriture. Le duo a beaucoup de soucis à se faire pour garder un bébé aigle qui ne cesse de tomber du nid pour aller vagabonder ailleurs et leur créer toutes sortes d'embêtements probables. |                    |                                                                                 |                                                                                |                                                                                 |                                                                                 |                                                   |                             |
| 9 | 9                  | L'amitié, ça se conserve bien au frais Amazone Panthère                         | Rocky Mountain Lie Amazon Quiver                                               | Jeff DeGrandis                                                                  | Roberts Gannaway Trey Callaway & Nancy Neufeld                                  | Shawna Cha Michael Bennett                        | 7 octobre 1995              |
| L'amitié, ça se conserve bien au frais : Dans les régions enneigées du grand nord, Timon et Pumbaa sont à la recherche de nourriture. De son côté Pumbaa trouve une punaise prisonnière d'une stalactite de glace, et le décongèle. Les deux se lient d'amitié, et pendant que Pumbaa va chercher du bois pour faire un feu, Timon revient affamé, et dévore un autre insecte, qui se trouvait à côté de la cheminée. Pumbaa revient et lui demande ou est passé son ami la punaise et Timon croyant qu'il a dévoré le nouvel ami de son copain phacochère, décide de monter un mensonge... Amazone Panthère Une panthère noire file le train à nos deux compères pour les dévorer. Timon et Pumbaa se réfugient dans le tronc d'un arbre pour se mettre à l'abri. Voyant que le prédateur les guette autour du tronc, les deux amis restent aussi longtemps qu'il faudra jusqu'à ce que la panthère s'en aille. Ils se trouvent diverses occupations, ce qui dura des mois, puis des années, jusqu'à l'aube du XXIIe siècle où nos deux compères morts de faim et rêvant de se dévorer l'un et l'autre, décide de sortir du tronc et de se rendre Et à leur surprise la panthère très âgée comme Timon et Pumbaa, se remet à les courser sur un fauteuil roulant à petite allure. |                    |                                                                                 |                                                                                |                                                                                 |                                                                                 |                                                   |                             |
| 10 | 10                 | Expresso l'escargot Un festin de hyènes                                         | French Fried The Laughing Hyenas: Big Top Breakfast                            | Tony Craig & Roberts Gannaway Jeff DeGrandis                                    | Kevin Campbell Trey Callaway & Nancy Neufeld                                    | Ken Harsha Ryan Anthony & Ken Mitchroney          | 13 octobre 1995             |
| Expresso l'escargot : Timon et Pumbaa viennent d'attraper un escargot pour le déjeuner, mais ils constatent que cet escargot sait parler et chanter. Du coup ne pouvant le dévorer, les deux compères décident de l'épargner, et de le baptiser "Expresso" qui se lie d'amitié avec Timon et Pumbaa. Plus tôt dans la journée, le trio se fait embarquer dans une caisse à destination de Paris en France, et un cuisinier de la ville, le grand Quint trois toques, met la main sur l'escargot et s'en va le cuisiner, pour en faire son plat du jour qu'il servira dans son restaurant en haut de la Tour Eiffel. Sans plus tarder Timon et Pumbaa s'en vont au secours de leur nouveau camarade... Un festin de hyènes : Un avion transportant le cirque perdit en cours de route une cargaison avec un singe acrobate, du nom de Simon. Le singe atterrit dans la réserve du Serengeti et tombe malheureusement sur les hyènes Shenzï, Banzaï et Ed, qui souhaitent le manger... |                    |                                                                                 |                                                                                |                                                                                 |                                                                                 |                                                   |                             |
| 11 | 11                 | Mariage forcé Attention gorille Miam, miam, miam                                | Madagascar About You Truth or Zaire Song: Yummy Yummy Yummy                    | Jeff DeGrandis Jeff DeGrandis Steve Moore                                       | Mirith J. Colao Kevin Campbell                                                  | Jeffrey Siergey Joe Horne                         | 14 octobre 1995             |
| Mariage forcé : Pumbaa fait la connaissance de Monsieur Bouton, un entremetteur qui lui présente un phacochère femelle, Rosebud, après avoir annoncé à Pumbaa, qu'il va se marier avec elle. Craignant que Pumbaa quitte son style d'Hakuna Matata pour aller se caser, Timon et son copain cherchent par tous les moyens une faille dans les traditions et coutumes du phacochère pour empêcher ce mariage forcé... Attention gorille : Timon et Pumbaa fuient un explorateur, Congo Quint, qui tente de les attraper. Les deux compères se retrouvent habillés comme des nouveau-nés avant de se faire saisir par un gorille femelle qui les materne et les protège comme ses enfants. Timon pense profiter de cette occasion pour rester à l'abri de l'explorateur mais Pumbaa qui trouve que c'est un acte d'imposture honteux, refuse de rester dans le mensonge... Miam Miam Miam : Dans cette chanson parodiée du groupe "The Ohio Express" Timon et Pumbaa se régalent des insectes qu'ils trouvent. |                    |                                                                                 |                                                                                |                                                                                 |                                                                                 |                                                   |                             |
| 12 | 12                 | Le Lapin encombrant Les Naufragés                                               | Mojave Desserted Rafiki Fables: Beauty and the Wildebeest                      | Jeff DeGrandis                                                                  | Patricia Jones & Donald Reiker Byron Simpson                                    | Michael Bennett Ken Mitchroney                    | 21 octobre 1995             |
| Le Lapin encombrant : Timon et Pumbaa traversent le désert des Mojaves dans l'Ouest des États-Unis. Ils viennent au secours d'un Lapin rose qui était prisonnier des sables mouvants. Ce lapin les remercie et leur promet de se montrer serviable pour le restant de ses jours. Timon et Pumbaa ne pouvant supporter la présence de ce lapin encombrant échafaudent un plan pour qu'il puisse s'acquitter de sa dette et laisser nos deux compères tranquilles... Les Naufragés: Rafiki vient en aide à Herman, un gnou atteint de difformité, qui souhaite séduire Lara, une charmante petite gazelle. |                    |                                                                                 |                                                                                |                                                                                 |                                                                                 |                                                   |                             |
| 13 | 13                 | Dépannage de Panda C'est très vilain de voler Stand By Me'                      | Don't Break the China The Laughing Hyenas: Can't Take A Yolk Song: Stand By Me | Tony Craig & Roberts Gannaway Rob LaDuca Steve Moore                            | Roberts Gannaway Trey Callaway & Nancy Neufeld                                  | Cynthia Petrovic Holly Forsyth                    | 28 octobre 1995             |
| Dépannage de Panda : Timon et Pumbaa visitent la Chine, et en cours de route, ils trouvent un biscuit de la chance indiquant qu'il vont trouver la gloire et la fortune. Et justement, le duo croise en chemin un bébé panda perdu, et Timon s'imagine qu'en le rapportant à ses parents, ceux-ci lui verseraient une grosse récompense... C'est très vilain de voler : Les trois hyènes, Shenzi Banzaï et Ed cherchent un moyen de mettre la main sur l'énorme œuf d'une mère autruche pour le dévorer au petit déjeuner. Stand by me: Sur cette chanson parodiée de la très connue version de Ben E. King, Timon chante Stand by Me tandis qu'il arrive à Pumbaa une série d'évènements malchanceux. |                    |                                                                                 |                                                                                |                                                                                 |                                                                                 |                                                   |                             |
| 14 | 14                 | Un combat olé olé Un pingouin dangereux                                         | The Pain in Spain Frantic Atlantic                                             | Tony Craig & Roberts Gannaway Rob LaDuca                                        | Roberts Gannaway Kevin Campbell & Gordon Kent                                   | Sharon Forward Lonnie Lloyd                       | 3 novembre 1995             |
| Un combat olé olé : Les deux compères sont en Espagne, et s'amusent tous les deux à jouer au toréro, Timon interprète le matador et Pumbaa le taureau. Malheureusement, le phacochère se fait capturer par deux dresseurs de taureaux, ceux-ci pensent que Pumbaa (dans un costume de taureau) va remplacer le grand El Toro, qui n'est plus au mieux de sa forme. Timon se rue vers la corrida pour aller libérer son ami... Un pingouin dangereux : Timon et Pumbaa débarquent en Antarctique pour trouver des insectes mais repartent aussitôt. Ils font la connaissance d'un pingouin, nommé Irwin, qui leur dégote deux billets pour monter à bord du prochain bateau en partance du continent. Les deux compères vont découvrir que ce Pingouin, plus en restant avec lui, plus la poisse qu'il apporte, va s'abattre sur eux. |                    |                                                                                 |                                                                                |                                                                                 |                                                                                 |                                                   |                             |
| 15 | 15                 | Là où le Pumbaa blesse N'est pas sorcier qui veut                               | Unlucky in Lesotho Rafiki Fables: Rafiki's Apprentice                          | Rob LaDuca                                                                      | Kevin Campbell Byron Simpson                                                    | Carin-Anne Anderson & Cullen Blaine Craig Kemplin | 4 novembre 1995             |
| Là où le Pumbaa blesse : Pumbaa trouve durant sa promenade un bébé panther perdu, et décide de l'adopter. De son côté Timon souhaite rejoindre le club des petits veinards dirigé par Ned l'éléphant, et pour y accéder il doit protéger une jarre porte-bonheur pendant toute la journée. Depuis Timon se met à croire à la malchance donc ce qui inclut les chats noirs, obligeant le pauvre Pumbaa à dissimuler son nouveau petit animal de compagnie, qui va leur apporter des ennuis... N'est pas sorcier qui veut: Rafiki doit garder son neveu. Celui-ci souhaite lui aussi apprendre la magie, et Rafiki lui donne la tâche de ranger les gourdes dorées, provenant des arbres, sur les étagères. Le neveu décide d'utiliser un des bâtons magiques de Rafiki pour ensorceler l'arbre afin que celui-ci fasse le boulot à sa place, mais bientôt, cette magie finira par se retourner contre lui. Note : Ce segment s'inspire de l'histoire musicale populaire de L'Apprenti Sorcier. |                    |                                                                                 |                                                                                |                                                                                 |                                                                                 |                                                   |                             |
| 16 | 16                 | Le Copain Fred À la découverte du temple maudit                                 | Tanzania Zany Guatemala Malarkey                                               | Rob LaDuca Tony Craig & Roberts Gannaway                                        | Mirith J.S. Colao Roberts Gannaway                                              | Carin-Anne Anderson Cullen Blaine                 | 10 novembre 1995            |
| Le Copain Fred : Timon reçoit la visite de son vieux copain Fred, un suricate facétieux qui adore faire des farces incessantes. En s'interposant Pumbaa vole la vedette à Timon, et bien plus tard, Fred essaie de tendre une farce à Pumbaa avec l'aide de Timon... À la découverte du temple maudit : Timon et Pumbaa se mettent à l'abri dans un temple en ruine. Ce temple abriterait un trésor d'une valeur inestimable "la mouche dorée" gardée par un scarabée momifié dont Pumbaa en a très peur. Les deux compères s'engagent dans la quête du joyau, qui devrait normalement apporter la gloire et la fortune... |                    |                                                                                 |                                                                                |                                                                                 |                                                                                 |                                                   |                             |
| 17 | 17                 | Maman débarque Les Hyènes ont faim                                              | Mombasa-In-Law The Laughing Hyenas: TV Dinner                                  | Jeff DeGrandis                                                                  | Mirith J. Colao Trey Callaway & Nancy Neufeld                                   | Joe Horne Ken Mitchroney                          | 11 novembre 1995            |
| Maman débarque : La mère de Timon arrive pour savoir si son fils à réussi dans la vie. Ne souhaitant ne pas l'avoir tout le temps dans les pattes, si elle découvre la triste vérité, que son fils est abonné à sa vie d'Hakuna Matata, Timon s'est fait construire une maison, prétend avoir un travail, et demande à son meilleur ami Pumbaa de se faire passer pour sa femme. En jouant cette comédie, les deux compères vont en baver dues aux exigences de la mère de Timon qui veut voir la famille entière, et elle va finir par se rendre compte que tout cela n'était qu'une mascarade. Finalement, toute cette histoire n'aura été qu'une farce de poisson d'avril montée par Fred le suricate facétieux que notre duo expédie en direction de la lune pour se venger. Les hyènes ont faim: Dans une émission type documentaire animalier intitulé "Le royaume des créatures", un explorateur, Monsieur Bernard Dugraindumour, nous présente un tatou et ses conditions de vie. Étant la vedette de cette émission, la bestiole peut s'enfiler de la bonne nourriture pour ses repas. Les trois hyènes, Shenzi Banzaï et Ed, souhaitent prendre part au feuilleton et d'exposer leurs talents pour manger à leur tour. |                    |                                                                                 |                                                                                |                                                                                 |                                                                                 |                                                   |                             |
| 18 | 18                 | Au Pays des Kangourous Mangouste au menu                                        | Back Out in the Outback Gabon with the Wind                                    | Rob LaDuca                                                                      | Bruce Talkington Mark Saraceni                                                  | Jill Colbert Holly Forsyth                        | 17 novembre 1995            |
| Au Pays des Kangourous : Timon et Pumbaa mettent le pied en Australie, et chacun de son côté doit aller chasser des insectes pour atteindre le summum de son potentiel. Timon débusque alors un énorme crabe bleu, et tente de le capturer, mais sans succès, et s'acharne tellement à ne vouloir l'attraper qu'il n'y parviendra jamais, tellement le crabe est plus fort que lui... Mangouste au menu: Timon se fait attraper par les deux guépards Cheetatho et Cheetayto, et alors qu'il est sur le point de se faire dévorer, il décide de sauver sa peau en vendant Pumbaa aux deux guépards. Les deux prédateurs acceptent, accordant à Timon la vie sauve en échange de la capture de Pumbaa, dont ce dernier, ayant entendu les dires de son meilleur copain, se sent trahi. Timon tente de retrouver Pumbaa pour le capturer alors qu'il voulait simplement s'enfuir et retrouver son meilleur copain... |                    |                                                                                 |                                                                                |                                                                                 |                                                                                 |                                                   |                             |
| 19 | 19                 | Le Paradis perdu La Loi de la jungle                                            | Timon's Time Togo The Law of the Jungle                                        | Tony Craig & Roberts Gannaway                                                   | Mirith J.S. Colao Steve Roberts                                                 | Ken Boyer Wendell Washer                          | 24 novembre 1995            |
| Le Paradis perdu : Timon mange un insecte venimeux, et en meurt. Il arrive au paradis des suricates où un ange consulte le résumé de sa vie. Voyant que Timon fut désagréable avec son entourage pendant toute sa vie, l'ange le condamne à l'enfer éternel. Timon prie pour se racheter et l'ange lui accorda une chance. Pour être admis au paradis des suricates, Timon doit retourner sur Terre et accomplir une bonne action. Timon profite alors de cette chance qui lui ait donné pour rester le plus longtemps sur terre sans accomplir de bonnes actions, mais quand Pumbaa se retrouve en danger de mort, il n'a pas d'autre choix que de se sacrifier... La Loi de la jungle : Timon a une horrible démangeaison, et décide d'attraper un bâton à proximité, avec lequel il était défendu de toucher. La loi étant violée, Timon va comparaître devant un juge impitoyable, qui lui assigne plusieurs épreuves dangereuses pour purger sa peine... |                    |                                                                                 |                                                                                |                                                                                 |                                                                                 |                                                   |                             |
| 20 | 20                 | Mésaventures à Manhattan Le gros bleu                                           | Manhattan Mishap Paraguay Parable                                              | Jeff DeGrandis                                                                  | Darrel Campbell Roberts Gannaway                                                | Michael Bennett Ken Mitchroney                    | 25 novembre 1995            |
| Mésaventures à Manhattan : Timon et Pumbaa arrivent sur une île déserte alors qu'ils étaient en route pour New York, à destination de l'île de Mahnattan. Ils tombent nés à nez avec un autre naufragé, un pilote, ermite qui voudrait les dévorer. Le duo élabore un plan pour dissuader le naufragé de les épargner en échange de le faire partir de l'île... Le Gros Bleu : Timon et Pumbaa tombent sur un tapir, qui leur a pris un insecte qu'ils avaient capturé plus tôt. La créature cherche à monter les deux compères l'un contre l'autre en prétendant que l'un des deux est le meilleur chasseur d'insecte de la Terre, et ainsi obtenir plus d'insectes à manger que les deux récupèrent dans un concours... |                    |                                                                                 |                                                                                |                                                                                 |                                                                                 |                                                   |                             |
| 21 | 21                 | Cétacé, soyez pacifique La Termitière                                           | Be More Pacific Going Uruguay                                                  | Tony Craig & Roberts Gannaway                                                   | Roberts Gannaway Kevin Campbell & Mirith J. Colao, scénario : Heather C. Kenyon | Sharon Forward Ken Harsha                         | 1er décembre 1995           |
| Cétacé, soyez pacifique : Pumbaa sauve une baleine échouée en la remettant à la mer. Celle-ci est en réalité un génie du nom de Lester, qui lui accorda trois vœux pour son acte héroïque. À la suite des recommandations de Timon sur ce quoi il devrait souhaiter, Pumbaa utilise ses trois vœux pour satisfaire les demandes de Timon, mais très vite les souhaits accordés vont leur causer des embêtements... La Termitière : Le roi des termites a perdu le chemin de sa termitière et Timon se propose de l'aider. Ce dont il a hâte c'est de mettre la main sur la termitière et de dévorer tous les habitants. Timon peut compter sur le silence de Pumbaa pour conserver ce secret, mais petit à petit Pumbaa commence à culpabiliser et garder un secret pareil sera au-dessus de ses forces. |                    |                                                                                 |                                                                                |                                                                                 |                                                                                 |                                                   |                             |
| 22 | 22                 | Espèces menacées Rôti de Timon et Pumbaa                                        | Let's Serengeti Out of Here Congo on Like This                                 | Jeff DeGrandis                                                                  | Kevin Campbell Mirith J. Colao                                                  | Ken Mitchroney Joe Horne                          | 9 décembre 1995             |
| Espèces menacées : Timon et Pumbaa sont emmenés de force dans un sanctuaire de protection pour espèces en voie de disparition, entretenue par Monsieur Gentil. Les deux compères cherchent par tous leurs moyens à sortir. d'ici... Rôti de Timon et Pumbaa : Timon et Pumbaa entendent dire qu'il y a un prédateur affamé de viande dans les parages, et ils commencent à soupçonner leur ami Simba... |                    |                                                                                 |                                                                                |                                                                                 |                                                                                 |                                                   |                             |
| 23 | 23                 | Le Sage du marécage Peur sur la Jungle                                          | Okay Bayou? Shake Your Djibouti                                                | Rob LaDuca Jeff DeGrandis                                                       | Karey Kirkpatrick Mirith J. Colao & Kevin Campbell                              | Lonnie Lloyd Ken Mitchroney                       | 16 décembre 1995            |
| Le Sage du marécage : Timon et Pumbaa sillonnent les marécages du bayou de Louisiane, à la recherche de "Boudreaux" l'omniscient. Ils tombent sur un opossum de la région qu'ils aident à le ramener chez lui... Peur sur la Jungle : Un monstre féroce s'est échappé d'un laboratoire d'expériences. Timon et Pumbaa comptent sur Simba pour que celui-ci les protège de la bête qui rôde dans le coin. Timon met en place un programme de rééducation pour remettre Simba sur pattes... |                    |                                                                                 |                                                                                |                                                                                 |                                                                                 |                                                   |                             |
| 24 | 24                 | Au nom de la justice Aides toi le ciel t'aidera                                 | Yosemite Remedy Rafiki Fables: The Sky Is Calling                              | Rob LaDuca                                                                      | Mirith J. Colao Byron Simpson, Kevin Campbell & Mirith J. Colao                 | Jill Colbert Ryan Anthony                         | 22 décembre 1995            |
| Au nom de la justice : Timon et Pumbaa se font voler leurs affaires par un raton laveur. Ils demandent aux vautours policiers de l'arrêter, mais à peine il fut appréhendé qu'il fut relâché immédiatement pour faute des preuves manquantes. Le raton laveur eut le temps de vider la valise où le duo avait rangé toutes leurs affaires, et Timon décide qu'il faut faire justice soi-même... Aides-toi le ciel t'aidera : Un astéroïde arrive sur Terre et tombe entre Timon et Pumbaa. Pumbaa propose de renvoyer le météore dans le ciel, tandis que Timon préfère le laisser ici, et les deux compères n'étant pas d'accord avec l'un ou l'autre, se tournent le dos, laissant penser que d'après Rafiki, les compères ne sont plus amis. Alors pour prouver que Rafiki a tort, Timon et Pumbaa s'aident non mutuellement pour renvoyer le caillou dans l'espace. |                    |                                                                                 |                                                                                |                                                                                 |                                                                                 |                                                   |                             |
| 25 | 25                 | Une prise de bec Une traversée bien tranquille                                  | Mozam-Beaked Ocean Commotion                                                   | Tony Craig & Roberts Gannaway                                                   | Roberts Gannaway Kevin Campbell                                                 | Ken Boyer Cullen Blaine                           | 29 décembre 1995            |
| Une prise de bec : Timon et Pumbaa se font déranger dans leur sieste par un bruyant pic-vert qui picore l'arbre sous lequel ils se trouvent. Le duo échafaude plusieurs tentatives pour se débarrasser de l'oiseau... Une traversée bien tranquille: Alors qu'ils étaient sur le point de se faire éjecter d'un bateau de croisière, pour être monté clandestinement, Timon et Pumbaa se font sauver in extremis par Expresso l'escargot, qui se porte garant des deux passagers. Malheureusement, l'escargot se fait capturer par un joaillier et sa femme dont celle-ci convoite la coquille de l'escargot pour en faire une boucle d'oreille. Les deux compères passent à l'action pour aller sauver une nouvelle fois leur camarade gastéropode... |                    |                                                                                 |                                                                                |                                                                                 |                                                                                 |                                                   |                             |

## Saison 2
Chronologie
Saison 1 Saison 3
La deuxième saison de Timon et Pumbaa est diffusée pour la première fois aux États-Unis sur la chaîne CBS entre le 14 septembre 1996 et le 9 novembre 1996.
| No. de série | No. dans la saison | Titre                                            | Titre anglophone                                              | Réalisateur et Producteur     | Scénario                                      | Storyboard                                                                                 | Date de diffusion originale |
| --- | ------------------ | ------------------------------------------------ | ------------------------------------------------------------- | ----------------------------- | --------------------------------------------- | ------------------------------------------------------------------------------------------ | --------------------------- |
| 1 | 1                  | L'homme à tout faire est repassé Chauve qui peut | Palm Beached Jamaica Mistake?                                 | Tony Craig & Roberts Gannaway | Roberts Gannaway Darrel Campbell              | Cynthia Petrovic                                                                           | 2 Septembre 1996            |
| L'homme à tout faire est repassé: Alors qu'ils dormaient tranquillement, Timon et Pumbaa sont embarqués par hélicoptère avec le lopin de terre, destiné à embellir la terrasse d'un hôtel de luxe. Les compères décident de rester ici mais le groom de service Quint les chasse comme ils ne sont pas clients de l'hôtel, et le duo s'entête à vouloir y retourner... Chauve qui peut: Timon et Pumbaa tentent de dévorer une chauve-souris qui se réfugie dans une maison hantée. Pumbaa très effrayé accompagne Timon et les deux amis vont faire face à un être assoiffé de sang... |                    |                                                  |                                                               |                               |                                               |                                                                                            |                             |
| 2 | 2                  | Au travail ! Pumbaa sans défenses                | Oregon Astray New Guinea Pig                                  | Tony Craig & Roberts Gannaway | Roberts Gannaway                              | Cynthia Petrovic Mark Swan                                                                 | 9 Septembre 1996            |
| Au travail ! : Pumbaa s'est fait embaucher avec Timon pour devenir des constructeurs de barrages. Les deux compères sont supervisés par un castor sadique et exigeant qui voit le travail comme sa philosophie : Makuta Hamaka. Timon va vite devenir dépendant au workaholisme, et aussi teigneux que son employeur... Pumbaa sans défenses: Pumbaa commence à remarquer que ses défenses sont encombrantes pour lui, et Timon se propose de les vendre à une bande d'indigènes contre quelque chose d'onéreux. Pumbaa commence à regretter de perdre ses défenses après avoir fait un rêve, dans lequel tout le monde se moque de lui après qu'il a perdu ses défenses... |                    |                                                  |                                                               |                               |                                               |                                                                                            |                             |
| 3 | 3                  | Test Difficile Chasse au renard                  | Isle of Manhood Puttin' on the Brits                          | Eddy Houchins                 | Mirith J. Colao Steve Roberts                 | David Fulp Amber Tornquist                                                                 | 14 Septembre 1996           |
| Test Difficile : Timon n'a jamais passé son test de virilité et avoue être resté toute sa vie un "petit morveux" et Pumbaa, devenant juge officiel de test de virilité aide son ami Timon à réaliser quelques épreuves pour devenir viril... Chasse au renard : En Angleterre, Timon sauve un petit renard mignon, d'un groupe de chasseurs. Lui et Pumbaa devront semer un chien courant, les poursuivant jusqu'à ce qu'il attrape sa proie... |                    |                                                  |                                                               |                               |                                               |                                                                                            |                             |
| 4 | 4                  | Pépite Mania Les Flamants roses                  | Klondike Con Isle Find Out                                    | Tony Craig & Roberts Gannaway | Mirith J. Colao Roberts Gannaway              | Cullen Blaine Jill Colbert & Cynthia Petrovic                                              | 16 Septembre 1996           |
| Pépite Mania : Timon et Pumbaa s'aventurent dans la région Klonkide, sur le territoire du Yukon au Canada, pour aller trouver de l'or. Ils se retrouvent congelés mais sont secourus par Quint le courtois, un chercheur d'or qui plus est. Quand il propose de faire équipe avec notre duo, Timon le suspecte d'être un voleur d'or malgré cette grande gentillesse que le brave homme semble faire preuve... Les Flamants roses : Timon tente de savoir ce dont les flamants roses manigancent, alors qu'ils passent la majorité du temps figés sur une petite dune entourée l'eau... |                    |                                                  |                                                               |                               |                                               |                                                                                            |                             |
| 5 | 5                  | Timon du matin, estomac chagrin Rafiki arbitre   | Beetle Romania Rumble in the Jungle                           | Eddy Houchins                 | Mirith J. Colao Sib Ventress                  | David Fulp & Craig Kemplin Joe Horne                                                       | 21 Septembre 1996           |
| Timon du matin, estomac chagrin : Après avoir tenté de manger un insecte pratiquant la bonne aventure, celui-ci jette sur Timon un sort, qui le transforme le lendemain en insecte, et celui-ci se fait manger par Pumbaa... Rafiki arbitre : Rafiki tente d'arrêter Timon et Pumbaa de se chamailler et par tous les moyens... |                    |                                                  |                                                               |                               |                                               |                                                                                            |                             |
| 6 | 6                  | Contes à dormir debout Leçon de calcul           | Wide Awake in Wonderland Zazu's Off-By-One Day                | Tony Craig & Roberts Gannaway | Mirith J. Colao Kevin Campbell                | Cullen Blaine Cynthia Petrovic                                                             | 23 Septembre 1996           |
| Contes à dormir debout : Pumbaa n'arrive pas à dormir et demande à Timon de lui raconter plusieurs histoires. Dans un premier temps Timon raconte des contes comme "la cigale et la fourmi" ou encore "boucle d'or et les trois ours" (mettant en scène les deux personnages) et agacé de voir que les phacochères sortent victorieux des histoires car ce sont les héros, Timon décide d'inventer un récit où ce sont les suricates qui sont les protagonistes... Leçon de calcul : Zazu et Gopher doivent ranger leur lieu de travail, pour recevoir la visite d'un inspecteur. Celui-ci indique à Zazu que dans son travail, qui consiste à recenser tous les animaux de la jungle présents, il lui en manque un. Par conséquent, renvoyé pour avoir échoué dans son devoir, Zazu retourne recompter tous les animaux de la jungle... |                    |                                                  |                                                               |                               |                                               |                                                                                            |                             |
| 7 | 7                  | La Ferme du gymnase Cafards plein phare          | Animal Barn Roach Hotel                                       | Eddy Houchins                 | Sib Ventress Kati Rocky                       | Amber Tornquist Ken Mitchroney                                                             | 28 Septembre 1996           |
| La ferme du Gymnase : Timon et Pumbaa participent à un concours pour défier le champion, le détenteur du titre de Sa majesté porcine. Comme le roi de la ferme est plus fort que le phacochère, Pumbaa poursuit la compétition jusqu'au bout même s'il doit perdre, et Timon décide de tricher... Cafards plein phare : Le responsable d'un hôtel convie notre duo à chasser deux cafards avant l'inauguration de son établissement... |                    |                                                  |                                                               |                               |                                               |                                                                                            |                             |
| 8 | 8                  | Chapeau Lapin L'affaire est dans la cage         | Africa-Dabra! I Don't Bolivia                                 | Tony Craig & Roberts Gannaway | Roberts Gannaway Kevin Campbell               | Ryan Anthony & Craig Kemplin Ben Stone                                                     | 30 Septembre 1996           |
| Chapeau Lapin : Timon et Pumbaa font la connaissance d'un lapin qui fait des tours de magie. Le duo s'associe à lui et devient célèbre dans toute la jungle, mais voyant que Pumbaa devient encombrant, le lapin, décide de se débarrasser du phacochère... L'affaire est dans la cage : Timon et Pumbaa libèrent accidentellement un dangereux criminel volatile "Toucan can". Sa spécialité est de bonimenter des arguments convaincants qui embobine ses victimes, telles que Timon. Pour le neutraliser, les compères vont devoir le remettre dans sa cage... |                    |                                                  |                                                               |                               |                                               |                                                                                            |                             |
| 9 | 9                  | Pas vu, pas pris Sans parole                     | Shopping Mauled Library Brouhaha                              | Eddy Houchins                 | Mirith J. Colao & Gordon Kent Mirith J. Colao | David Fulp Bob Onorato                                                                     | 5 octobre 1996              |
| Pas vu, pas pris : Timon et Pumbaa se réveillent au milieu d'un centre commercial, qui a été construit en plein milieu de la jungle. Les deux amis croisent une nouvelle fois la route d'Irwin le pingouin malchanceux, et nos deux compères font tout pour l'éviter... Sans parole : Les deux compères s'aventurent dans les plus célèbres histoires de la littérature pour dévorer un ver de bouquin. |                    |                                                  |                                                               |                               |                                               |                                                                                            |                             |
| 10 | 10                 | Minute papillon ! Ça sent sensas !               | Catch Me if You Kenya Scent of the South                      | Tony Craig & Roberts Gannaway | Roberts Gannaway                              | Tony Craig Jill Colbert & Ken Mitchroney                                                   | 7 octobre 1996              |
| Minute Papillon ! : Pumbaa se lie d'amitié avec un Papillon, et celui-ci se fait capturer par un lépidoptériste, voulant l'intégrer dans sa collection. Pumbaa avec l'aide de Timon, qui veut mettre la main sur les papillons pour s'en faire un buffet, s'en va les sauver... Ça sent sensas ! : Timon ne peut plus supporter l'odeur pestilentielle qui dégage de son ami phacochère, ce qui rend ce dernier malheureux. Un jour Pumbaa fait la connaissance d'une moufette qui lui aide à se débarrasser de sa puanteur, et Timon, croyant, que Pumbaa s'est lié d'amitié avec la moufette pour la puanteur qu'ils ont en commun, cherche par tous les moyens de se rendre nauséabond pour récupérer son copain... |                    |                                                  |                                                               |                               |                                               |                                                                                            |                             |
| 11 | 11                 | Monstrueusement vôtre Piraterie carabinée        | Monster Massachusetts Handle with Caribbean                   | Eddy Houchins                 | Steve Roberts Kevin Campbell                  | Joe Horne Bob Onorato                                                                      | 12 octobre 1996             |
| Monstrueusement vôtre : Timon et Pumbaa sont les cobayes du docteur Cagliostro, un scientifique fou qui a mis au point une machine capable de métamorphoser une laideur en beauté. Et c'est Pumbaa le premier à passer mais l'expérience ne tourne pas bien... Piraterie carabinée : Le duo est en route pour Nashville, capitale du Tennessee, et de la country musique. Ils se retrouvent à la dérive au milieu de l'océan et se font repêcher par un équipage de pirates, les plus stupides du monde... |                    |                                                  |                                                               |                               |                                               |                                                                                            |                             |
| 12 | 12                 | Où est passé Pumbaa ? Le Ver géant               | Forbidden Pumbaa Washington Applesauce                        | Tony Craig & Roberts Gannaway | Kevin Campbell                                | Bob Logan Michael Goguen & Mark Zoeller                                                    | 14 octobre 1996             |
| Où est passé Pumbaa ? : Alors qu'ils étaient en pleine sieste, Timon et Pumbaa se font enlever par un robot extraterrestre, venu sur Terre pour récupérer un spécimen de phacochère. Timon vient au secours de son ami retenu en captivité... Le Ver géant : Timon et Pumbaa aident les habitants d'une vallée de pommiers, à se débarrasser d'un ver, dévoreur de pommes... |                    |                                                  |                                                               |                               |                                               |                                                                                            |                             |
| 13 | 13                 | Du rififi à Alcatraz Hacuna Bahouka              | Alcatraz Mataz Oahu Wahoo                                     | Eddy Houchins                 | Steve Roberts                                 | David Schwartz & Craig Kemplin Bob Onorato                                                 | 19 octobre 1996             |
| Du rififi à Alcatraz : Timon et Pumbaa se font arrêter pour avoir commis un vol, alors que c'est Toucan can qui leur a fait porter le chapeau. Les deux compères tentent de s'évader... Hacuna Bahouka : Timon déterre une statue tiki du nom de Bahooka seigneur des volcans. La statue se met à parler et ordonne à Timon d'exécuter le moindre de ses désirs. Pumbaa commence à croire que Timon perd la tête... |                    |                                                  |                                                               |                               |                                               |                                                                                            |                             |
| 14 | 14                 | Programme minceur Repos galère                   | I Think I Canada Zazu's Off Day Off                           | Tony Craig & Roberts Gannaway | Roberts Gannaway Kevin Campbell               | Cynthia Petrovic Joe Horne                                                                 | 21 octobre 1996             |
| Programme minceur : Notre duo est sur le point de se faire dévorer par un carcajou, et ce dernier leur propose de suivre un programme de remise en forme pour perdre du poids... Repos Galère : Alors que c'est son jour de congé, Zazu est dérangé par Gopher qui lui annonce qu'une sécheresse s'abat sur la jungle et que la rivière est à sec. Il va constater que c'est un éléphant borné qui gêne la circulation du fleuve... |                    |                                                  |                                                               |                               |                                               |                                                                                            |                             |
| 15 | 15                 | La dent magique Pumbaa n'entend plus             | Beast of Eden Sense & Senegambia                              | Eddy Houchins                 | Jason Butler Rote Mirith J. Colao             | Elmer Hartman & Celia Kendrick Joe Horne & Seth Kearsley                                   | 26 octobre 1996             |
| La Dent magique : Timon et Pumbaa sont jetés dans un puits sans fond par des indigènes. Lorsqu'ils atteignent le fond, ils font la connaissance d'un monstre qui a perdu ses pouvoirs car ceux-ci sont contenus dans une dent magique située sur le sceptre du chef des indigènes. Le duo tente de récupérer la dent... Pumbaa n'entend plus : Pumbaa pense qu'il perd de plus en plus ses capacités de chasseurs d'insectes, mais découvre en fait qu'il a perdu confiance en lui... |                    |                                                  |                                                               |                               |                                               |                                                                                            |                             |
| 16 | 16                 | Caramba ! Héros 00X                              | Timon on the Range The Man From J.U.N.G.L.E.                  | Tony Craig & Roberts Gannaway | Kevin Campbell                                | Bob Logan & Ken Boyer David Fulp & Bob Logan                                               | 28 octobre 1996             |
| Caramba ! : Timon et Pumbaa sont dans le far-west américain et se font intercepter par trois despérados qui prennent Pumbaa pour leur ancien chef "Cisco Porc" le croyant avoir péri dans un accident de train lors de leur dernière attaque... Héros 00X : Timon se fait passer pour un super héros pour vendre ses produits à des fans de héros X et se faire une petite fortune. Mais voilà qu'il se fait enlever par son ennemi juré chromosome Quint et Pumbaa est désemparé. Le phacochère part à la rescousse de son copain, accompagné d'Expresso l'escargot, qui nous révèlera bien plus tard qu'il est le super héros X... |                    |                                                  |                                                               |                               |                                               |                                                                                            |                             |
| 17 | 17                 | Fauve qui peut Vacances à Castorland             | Rome Alone Amusement Bark                                     | Tony Craig & Roberts Gannaway | Roberts Gannaway                              | Seth Kearsley & Craig Kemplin Cynthia Petrovic                                             | 9 novembre 1996             |
| Fauve qui peut : Timon et Pumbaa sont livrés en pâture aux lions dans le célèbre Colisée de Rome. Il découvre que c'est Simba le lion de l'arène, et ce dernier refuse de manger ses amis. S'il ne le fait pas il devra affronter Claudius, un imbattable lion et champion incontesté du Colisée... Vacances à Castorland : Les deux compères arrivent dans un parc d'attractions dirigé par le castor teigneux. Son fils castor junior cause des dégâts et reporte la faute sur notre duo qui va devoir travailler pour tout réparer... |                    |                                                  |                                                               |                               |                                               |                                                                                            |                             |
| 18 | 18                 | Sécurité d'abord Un rêve de cauchemar            | Maine-Iacs Fiji-Fi-Fo-Fum                                     | Tony Craig & Roberts Gannaway | Roberts Gannaway Bruce Talkington             | Cynthia Petrovic Edward Baker                                                              | 4 novembre 1996             |
| Sécurité d'abord : Timon et Pumbaa suivent deux insectes qui se réfugient dans le tronc d'un arbre. Le duo les rattrape mais se fait embarquer avec le tronc dans une scierie tenue par un castor teigneux, Maître Patabois. Le castor les condamne à travailler pour payer les infractions de sécurité qu'ils ont violée... Un rêve de cauchemar : Timon et Pumbaa nous font revisiter le conte populaire de "Jack et le Haricot Magique" où Pumbaa vend la vache contre une poignée d'insecte magique et fait pousser un haricot géant qui conduit vers le château d'un insecte géant... |                    |                                                  |                                                               |                               |                                               |                                                                                            |                             |
| 19 | 19                 | Une paire de compères                            | Once Upon a Timon                                             | Tony Craig & Roberts Gannaway | Roberts Gannaway                              | Cynthia Petrovic & Ken Boyer                                                               | 11 novembre 1996            |
| Une paire de compères : Rafiki raconte à Zazu comment Timon et Pumbaa se sont rencontrés : Timon était un suricate, membre d'une colonie, et qui surveillait la porte de derrière. Mais après avoir déserté son poste, un serpent entre par effraction dans la colonie et enlève la fille du Duc. Timon coupable d'avoir déserté son poste est banni, et durant son exil il rencontre Pumbaa avec qui il se lie d'amitié. |                    |                                                  |                                                               |                               |                                               |                                                                                            |                             |
| 20 | 20                 | Les Dindons de la farce                          | Home is Where the Hog is                                      | Eddy Houchins                 | Mirith J. Colao                               | Joe Horne & Amber Tornquist (Première partie) David Fulp & Seth Kearsley (Deuxième partie) | 18 novembre 1996            |
| Les Dindons de la farce ! : Pumbaa reçoit un appel de détresse : son ancienne harde, qu'il l'avait banni pour son odeur pestilentielle, lui demande de l'aider à chasser les pintades qui encerclent leur village... |                    |                                                  |                                                               |                               |                                               |                                                                                            |                             |
| 21 | 21                 | Le Massacre du printemps Vos papiers !           | Bumble in the Jungle + Beethoven's Whiff Mind Over Matterhorn | Tony Craig & Roberts Gannaway | Roberts Gannaway                              | Joe Horne & Bob Logan Jill Colbert & Chris Rutkowski                                       | 25 novembre 1996            |
| Le Massacre du printemps : Dans ce segment inspiré du célèbre film de Disney Fantasia, Timon conduit l'orchestre qui interprète l'ouverture de la cinquième symphonie de Ludwig Van Beethoven, mais Pumbaa s'en mêle. Peu après les deux compères sont les héros d'un segment musical où ils coursent un bourdon sur une musique classique... Vos papiers ! : Pour aller en France, Timon et Pumbaa doivent passer une douane tenue par un chamois. Celui-ci demande que les deux compères montrent leurs papiers sinon il ne les laissera pas passer... |                    |                                                  |                                                               |                               |                                               |                                                                                            |                             |

## Saison 3
Chronologie
Saison 2
La troisième saison de Timon et Pumbaa est diffusée pour la première fois aux États-Unis sur la chaîne Toon Disney entre le 1er janvier 1999 et le 24 septembre 1999.
| No. de série | No. dans la saison | Titre                                                     | Titre anglophone                                                | Réalisateur et Producteur    | Scénario                                                                                                | Storyboard                                                                                    | Date de diffusion originale |
| --- | ------------------ | --------------------------------------------------------- | --------------------------------------------------------------- | ---------------------------- | --- | --------------------------------------------------------------------------------------------- | --------------------------- |
| 1 | 1                  | La Guerre du Golf Le Vote du Bourdon                      | Whiff To Be Bee or Not To Be Bee                                | Mauro Casalese               | Tedd Anasti & Patsy Cameron Don Gillies                                                                 | Travis Cowsill, David Earl & Glen Lovett                                                      | 1er janvier 1999            |
| La Guerre du Golf: Timon et Pumbaa se mettent au golf pour devenir de grands joueurs professionnels, et empocher beaucoup d'argent. Seulement les deux compères ne savent pas jouer à ce sport, même qu'ils n'arrivent pas à frapper une simple balle de golf... Le Vote du Bourdon: Timon et Pumbaa s'aventurent dans une partie de la jungle où les insectes sont énormes. Ils se font attaquer par une mante religieuse géante, mais se font sauver de justesse par une escadrille d'abeille commandée par Buzz. Le duo est conduit à la ruche commandée par une Reine impitoyable qui pousse ses employés à l'épuisement pour produire plus. Les deux amis pensent pouvoir diffuser aux abeilles leur théorie du Hakuna Matata...                                                   |                    |                                                           |                                                                 |                              | |                                                                                               |                             |
| 2 | 2                  | Le Gri-Gri qui rend gaga Timon et Pumbaa 3 étoiles        | Luck Be a Meerkat Just When You Thought You'd Cuisine It All    | Mauro Casalese               | Roger Reitzel Matthew Negrete                                                                           | Louie Escauriaga & Eduardo Soriano                                                            | 8 janvier 1999              |
| Le Gri-Gri qui rend gaga: Timon trouve une bille dorée qui est en fait un porte bonheur. Celle-ci appartiendrait à Pumbaa, et quand il ne la possède pas, il lui arrive que de la malchance. Les deux amis se mettent à se disputer pour la bille... Timon et Pumbaa 3 étoiles : Timon et Pumbaa veulent devenir des cuisiniers, mais vont mettre la pagaille dans leur atelier de travail... |                    |                                                           |                                                                 |                              | |                                                                                               |                             |
| 3 | 3                  | Les citrons sont toujours pressés Les Jeux de la jungle   | Lemonade Stand Off Big Jungle Game                              | Mauro Casalese               | Henry Gilroy Tracy Berna                                                                                | David Earl & Glen Lovett                                                                      | 15 janvier 1999             |
| Les citrons sont toujours pressés: Timon et Pumbaa deviennent vendeurs de limonade, mais très vite ils vont monter chacun leur business et tenter de saboter le stand concurrent de l'un et l'autre... Les Jeux de la jungle: Pumbaa souhaite participer aux prochains jeux de la jungle, alors que Timon pense que son ami phacochère n'est pas fait pour ce type d'évènement, mais Pumbaa veut prouver le contraire. |                    |                                                           |                                                                 |                              | |                                                                                               |                             |
| 4 | 4                  | C'est le bouquet Timon le solitaire                       | Boo Hoo Bouquet Timon... Alone                                  | Mauro Casalese               | Tedd Anasti & Patsy Cameron Kat Likkel                                                                  | Marlon Deane, Luisito Escauriaga & Glen Lovett                                                | 22 janvier 1999             |
| C'est le bouquet: Les deux compères se mettent à vendre des bouquets fleurs et tombe sur un pauvre monsieur grognon qui fait tout pour les éviter... Timon le solitaire : Timon veut devenir écrivain et souhaite rester seul, mais n'arrive pas à le faire comprendre à Pumbaa... |                    |                                                           |                                                                 |                              | |                                                                                               |                             |
| 5 | 5                  | Les sumos jumeaux Suivez le guide                         | So Sumo Me Now Museum, Now You Don't                            | Brad Neave                   | Jeff Abel & Michael Keyes Matthieu Negrete                                                              | Marlon Deane, David Earl et Gord McBride                                                      | 29 janvier 1999             |
| Les sumos jumeaux: Notre duo arrive au Japon pour devenir des lutteurs de sumo afin d'être traité comme des rois, mais vont devoir en échange faire équipe pour battre les redoutables adversaires... Suivez le guide: Timon et Pumbaa visitent un musée où sont exposés des insectes, et se font chasser par un gardien qui les empêche de se faire un festin... |                    |                                                           |                                                                 |                              | |                                                                                               |                             |
| 6 | 6                  | Visite éclair Phaco pas cher                              | Visiting Pig-nitaries The Truth About Kats and Hogs             | Brade Neave                  | Drew Daywalt et David Schneider Sindy McKay                                                             | Luisito Escauriaga, Glen Lovett et Maurice Sherwood                                           | 5 février 1999              |
| Visite éclair: Timon et Pumbaa visitent un pays dans lequel les bonnes manières et la politesse sont des traditions respectées, mais se font prendre par erreurs pour des représentants dignitaires et Timon profite de cette occasion pour prétendre en être un... Phaco pas cher: Une spécialiste du comportement animal , Jeanne Farrel, est en visite dans la réserve du Serengeti pour étudier Pumbaa, mais finit également par s'intéresser au sujet de Timon, et va devoir faire un choix sur quel animal elle préfère... |                    |                                                           |                                                                 |                              | |                                                                                               |                             |
| 7 | 7                  | Une vie de rêve Le Sortilège de Rafiki                    | Escape from Newark Truth Be Told                                | Mauro Casalese               | Tracy Berna Roger Reitzel                                                                               | Travis Cowsill, David Earl, Glen Lovett & Gord McBride                                        | 12 février 1999             |
| Une Vie de rêve: Timon et Pumbaa se font emmener dans un centre animalier pour être vendu comme animaux de compagnie. Timon veut rester pour être dorloté, mais Pumbaa veut s'échapper... Le Sortilège de Rafiki : Timon et Pumbaa sont invités au grand banquet annuel pour l'élection du meilleur ami de l'année. Les personnages, ensorcelés par un sortilège de vérité lancé par Rafiki, vont être contraint de se dire en face ce qu'ils ont sur le cœur |                    |                                                           |                                                                 |                              | |                                                                                               |                             |
| 8 | 8                  | On joue à catch-catch L'Abominable Slalom des neiges      | Throw Your Hog in the Ring Slalom Problem                       | Mauro Casalese               | Sindy McKay Drew Daywalt et David Schneider                                                             | Lazarino Baarde, Marlon Deane, Luisito Escauriaga et Maurice Sherwood                         | 19 février                  |
| On joue à catch-catch: Pumbaa devient catcheur professionnel, et Timon devient son coach... L'Abominable Slalom des neiges: Le duo est à la montagne. A peine ils viennent de commencer leur carrière de moniteurs de ski, ils rencontrent leur premier élève qui plus est, un ours teigneux pas très commode... |                    |                                                           |                                                                 |                              | |                                                                                               |                             |
| 9 | 9                  | Le Clown triste L'Oiseau de malheur                       | Circus Jerks Nest Best Thing                                    | Mauro Casalese               | Tedd Anasti et Patsy Cameron Joan Considine Johnson                                                     | David Earl, Glen Lovett et Gord McBride                                                       | 26 février 1999             |
| Le Clown Triste: Les deux compères se font engager comme clowns dans un cirque, et se font martyriser par un clown féroce... L'Oiseau de malheur: Timon détruit accidentellement le nid d'un petit oiseau, du nomm de Petit Jimmy. Pumbaa a devant lui un mignon petit oiseau, mais en fait il s'agit d'un dangereux criminel et qui est une vraie brute, surtout avec Timon et celui-ci garde le silence... |                    |                                                           |                                                                 |                              | |                                                                                               |                             |
| 10 | 10                 | Super Cochon Grosse mélasse à Las Vegas                   | Super Hog-O Don't Have the Vegas Idea                           | Mauro Casalese Soriano       | Henri Gilroy                                                                                            | Lazarino Baarde, Marlon Deane, Luisito Escauriaga, Gary Scott, Maurice Sherwood et Eduardo    | 5 mars 1999                 |
| Super Cochon: Pumbaa aimerait devenir un super héros comme son personnage de bande dessinée, "Lardon Tonnerre" un phacochère qui fut frappé par la foudre, et qu'on lui attribuât des pouvoirs surhumain pour combattre les forces du mal. Quand Pumbaa se fait frapper par la foudre à son tour, il croit être devenu Lardon Tonnerre, et Timon déplore l'état frappadingue de son copain phacochère... Grosse mélasse à Las Vegas: Nos deux copains arrivent à Las Vegas pour se faire un buffet à volonté. Mais ils vont devoir devenir dompteurs de lion pour accéder au plaisirs du buffet... |                    |                                                           |                                                                 |                              | |                                                                                               |                             |
| 11 | 11                 | Piment à prise rapide Pour le vampire et pour le meilleur | Hot Enough for Ya? Werehog of London                            | Brad Neave                   | Roger Reitzel Matthew Negrete                                                                           | Travis Cowsill, David Earl & Gord McBride                                                     | 12 mars 1999                |
| Piment à prise rapide: Après avoir créé leur propre piment anti-insectes, Timon et Pumbaa organisent un concours pour voir qui peut cuisiner le plat le plus chaud et le plus épicé avant que l'un d'eux ne se rende. Pour le vampire et le meilleur: Timon et Pumbaa visitent Londres lorsqu'ils rencontrent un oracle qui fait croire à Timon que Pumbaa est un sinistre porc-garou. |                    |                                                           |                                                                 |                              | |                                                                                               |                             |
| 12 | 12                 | Pique et pique et sèche tes larmes Tu l'auras             | Bigfoot, Littlebrain Astro-Nots                                 | Brad Neave                   | Roger Reitzel Tracy Berna                                                                               | Luisito Escauriaga, Glen Lovett et Maurice Sherwood                                           | 19 mars 1999                |
| Pique et pique et sèche tes larmes: Timon & Pumbaa rencontrent Bigfoot . Quand ils mangent les amis insectes de Bigfoot, Bigfoot leur fait tenir compagnie pour qu'il ne se sente pas seul. Tu l'auras: Timon et Pumbaa se rendent à la NASA pour devenir astronautes afin d'aller sur Mars pour trouver des insectes qui se cacherait dans les roches météores de planète... |                    |                                                           |                                                                 |                              | |                                                                                               |                             |
| 13 | 13                 | Robin des sous-bois L'Ouest terne                         | Robin Hoodwinked Serengeti Western                              | Brad Neave                   | Barry Hawkins Matthew Negrete                                                                           | Lazarino Baarde, Marlon Deane & Glen Lovett                                                   | 26 mars 1999                |
| Robin des sous-bois: Timon et Pumbaa repêchent des pépites d'or qui sont collectées par le roi Godefroy Quint. Timon et Pumbaa décident de devenir les légendaires héros du comté, Robin des Bois et Petit Jean, pour aller dérober le roi, et le rendre aux habitants... L'Ouest Terne: Timon et Pumbaa se rendent dans l'ouest américain pour devenir des cow-boys du far-west. Alors qu'il deviennent les nouveaux shérifs de la ville, un bandit, Mad Dog, les provoque en duel. |                    |                                                           |                                                                 |                              | |                                                                                               |                             |
| 14 | 14                 | La Chasse aux cafards Mon vieux Pumbaa                    | All Pets Are Off Boary Glory Days                               | Brad Neave                   | Scott M. Gimple Gene Grillo                                                                             | Travis Cowsill, Luisito Escauriaga & Maurice Sherwood                                         | 2 avril 1999                |
| La Chasse au Cafard: Timon et Pumbaa sont à New York pour chasser les cafards. Ils décident par la suite de devenir des animaux de compagnie pour être chouchouté, mais ils vont se rendre compte que ce n'est pas à ce quoi ils s'attendaient... Mon vieux Pumbaa: Timon fait prendre conscience à Pumbaa qu'il doit faire attention à lui car il lui fait rappeler accidentellement combien il est vieux, ce qui met Pumbaa dans tout ses états, et donc Timon tente de lui faire retrouver la jeunesse... |                    |                                                           |                                                                 |                              | |                                                                                               |                             |
| 15 | 15                 | Zoo-litude Excaliburlesque                                | Two for the Zoo The Swine in the Stone                          | Brad Neave                   | Don Gillies, Kevin Hopps & Joan Considine Johnson Drew Daywalt & David Schneider                        | Lazarino Baarde, Marlon Deane, David Earl & Gord McBride                                      | 9 avril 1999                |
| Zoo-litude: Le duo souhaite se faire capturer pour être interné dans un zoo afin d'y être nourri. Dans leurs tentatives désespérées d'être capturés ils provoquent accidentellement la capture d'un autre animal... Excaliburlesque: Les compères doivent aider un chevalier à retirer la légendaire épée dans la pierre Excalibur, et ils s'y prennent de multiples façons... |                    |                                                           |                                                                 |                              | |                                                                                               |                             |
| 16 | 16                 | Crésus Pumbaa Prévision Météore                           | You May Have Already Won Six Million Bakra My Meteor, My Friend | Brad Neave                   | Richard Gitelson Jeff Abel et Michael Keyes                                                             | Lazarino Baarde, Marlon Deane et Glen Lovett                                                  | 1- avril 1999               |
| Crésus Pumbaa: Pumbaa devient millionnaire grâce à un billet de loterie tandis que Timon reste pauvre... Prévision Météore: Pumbaa se lie d'amitié avec un météore ce qui rend Timon jaloux et l'oblige à se trouver un nouvel ami... |                    |                                                           |                                                                 |                              | |                                                                                               |                             |
| 17 | 17                 | Vive la campagne ! Un drôle de voisin                     | Jungle Slickers Don't Wake the Neighbear                        | Brad Neave                   | Tracy Berna Henri Gilroy                                                                                | Travis Cowsill, David Earl, Luisito Escauriaga, Glen Lovett, Gord McBride et Maurice Sherwood | 23 avril 1999               |
| Vive la Campagne !: Timon et Pumbaa partent au Kansas pour devenir fermiers. La vie de fermier n'enchante pas Timon, contrairement à Pumbaa... Un drôle de voisin : Timon et Pumbaa organisent une fête chez la tante de Pumbaa, mais sont menacés par un ours teigneux, qui essaie de dormir. En conséquence, ils sont obligés de rester silencieux, mais Timon doit également empêcher ses copains d'être bruyants... |                    |                                                           |                                                                 |                              | |                                                                                               |                             |
| 18 | 18                 | Une recette d'enfer Capitaines fracassants                | Recipe for Disaster Going Over-Boar'd                           | Brad Neave                   | Roger Reitzel Barry Hawkins                                                                             | Travis Cowsill, Luisito Escauriaga et Maurice Sherwood                                        | 30 avril 1999               |
| Une recette d'enfer: Timon et Pumbaa créent une recette de salsa à partir d'insectes et deviennent célèbres grâce à cela. Mais Pumbaa a du mal lorsque Timon lui confie d'éviter d'exposer leur recette secrète... Capitaines fracassants: Alors qu'ils sont sur un bateau de croisière, Timon et Pumbaa se battent pour savoir qui devrait être le capitaine et mettent accidentellement le navire en mouvement... |                    |                                                           |                                                                 |                              | |                                                                                               |                             |
| 19 | 19                 | L'École de la vie Magic Broadway                          | Ivy Beleaguered Broadway Bound & Gagged                         | Brad Neave                   | Etan Cohen Ford Riley                                                                                   | David Earl, Glen Lovett et Gord McBride                                                       | 7 mai 1999                  |
| L'École de la vie: Pumbaa souhaite retourner à l'école pour devenir populaire, et finit par mettre à l'écart son meilleur ami Timon... Magic Broadway : Timon et Pumbaa s'affrontent pour réaliser la meilleure pièce de Broadway |                    |                                                           |                                                                 |                              | |                                                                                               |                             |
| 20 | 20                 | Vieux motard que jamais Menu à la carte                   | Steel Hog Dealer's Choice Cut                                   | Brad Neave                   | James Bates Nicholas Hollander                                                                          | Lazarino Baarde, Marlon Deane, Luisito Escauriaga & Maurice Sherwood                          | 14 mai 1999                 |
| Vieux motard que jamais: Timon et Pumbaa croisent accidentellement un groupe de Motard violents. Plutôt que de tuer Pumbaa pour avoir défié le chef, ils lui demandent de se joindre. Alors que Pumbaa, surnommé "Bœuf", s'amuse énormément, Timon, surnommé "Cure-dent", regrette le bon vieux temps de Hakuna Matata. Menu à la carte : Timon joue au poker avec des animaux de la jungle. Lorsque Pumbaa est mis en jeu contre un homme d'une entreprise de production de viande qui gagne, Timon doit empêcher Pumbaa d'être transformé en viande... |                    |                                                           |                                                                 |                              | |                                                                                               |                             |
| 21 | 21                 | Les Gladiateurs Questions pour un trophée                 | Space Ham You Bet Your Tuhkus                                   | Brad Neave                   | Tracy Berna Drew Daywalt et David Schneider                                                             | Phil Ceasar, David Earl, Glen Lovett et Gord McBride                                          | 21 mai 1999                 |
| Les Gladiateurs: Timon et Pumbaa se sont fait enlevés par des extraterrestres, et sont emmenés sur Pluton. Ils combattent comme gladiateurs dans les jeux du cirque, et devront affronter les autres concurrents avant de se retrouver en final et se combattre l'un contre l'autre... Questions pour un trophée : Timon et Pumbaa participe à un jeu télévisé pour remporter le trophée Tuhkus. Seulement, Pumbaa découvre que l'animateur les poussent à tricher pour gagner, et le phacochère s'y refuse de le faire... |                    |                                                           |                                                                 |                              | |                                                                                               |                             |
| 22 | 22                 | Réputation usurpée Timon et Pumbaa en Égypte              | No-Good Samaritan Living in De Nile                             | Brad Neave                   | Nick DuBois Michael J. Prescott                                                                         | Lazarino Baarde, Marlon Deane, Luisito Escauriaga & Maurice Sherwood                          | 28 mai 1999                 |
| Réputation usurpée: Timon et Pumbaa sauve la fille du Roi Léopard d'une hyène. Le souverain les nomme gardes du corps... Timon et Pumbaa en Égypte: Lors de leur voyage dans l'Égypte ancienne, après que Timon ait mangé un scarabée , un pharaon jette Timon et Pumbaa dans la pyramide pour l'éternité... |                    |                                                           |                                                                 |                              | |                                                                                               |                             |
| 23 | 23                 | Aventure en Amazonie À l'abordage                         | One Tough Bug Pirates of Pumbzance                              | Brad Neave                   | Michel Ryan Drew Daywalt et David Schneider                                                             | David Earl, Gord Mc Bride et Gary Scott                                                       | 4 juin 1999                 |
| Aventure en Amazonie: Timon cible un insecte fort à manger tandis que Pumbaa agit comme un hippie pour empêcher Timon de l'attraper... A l'abordage: Timon et Pumbaa se font engager comme membres d'un équipage pirate du Capitaine Brochet, mais ce n'est pas comme Pumbaa l'espérait.... |                    |                                                           |                                                                 |                              | |                                                                                               |                             |
| 24 | 24                 | Pumbaa, reine d'un jour Université "Hakuna Matata"        | Miss Perfect Hakuna Matata U.                                   | Brad Neave                   | Etan Cohen Nick DuBois                                                                                  | Lazarino Baarde, Marlon Deane, Luisito Escauriaga et Maurice Sherwood                         | Diffusion                   |
| Pumbaa, reine d'un jour: Pumbaa est élue accidentellement reine du titre de miss parfaite, et met à l'écart son copain Timon... Université "Hakuna Matata" : Timon et Pumbaa fondent une université pour enseigner aux autres leur philosophie du Hakuna Matata. Seuls un paresseux et un hibou intelligent se montrent à leur incrédulité... |                    |                                                           |                                                                 |                              | |                                                                                               |                             |
| 25 | 25                 | Science sans conscience Le Rhino féroce                   | Pig-Malion Why No Rhino                                         | Brad Neave                   | Gene Grillo Roger Reitzel                                                                               | Phil Ceasar, Glen Lovett & Gary Scott                                                         | 18 juin 1999                |
| Science sans conscience: Timon et Pumbaa font la connaissance d'un professeur d'université, Tobias J. Exter, qui les instruits pour les rendre intelligents. Pumbaa progresse en s'instruisant, tandis que Timon procrastine et régresse... Le Rhino féroce : Nos deux compères deviennent des guides de safaris et doivent montrer une espèce de rhino bleu à un couple d'explorateur... |                    |                                                           |                                                                 |                              | |                                                                                               |                             |
| 26 | 26                 | À l'attaque La Promesse de Timon                          | War Hogs The Big No Sleep                                       | Brad Neave                   | Steve Roberts et Kevin Hopps Brian Swenlin                                                              | David Earl, Luisito Escauriaga, Gord McBride et Maurice Sherwood                              | 25 juin 1999                |
| À l'attaque : Le duo s'engage dans une armée de phacochère, alors qu'une guerre avec les suricates vient de commencer... La Promesse de Timon: Pumbaa veut faire une nuit blanche pour voir au matin les phaco-cygnes, et demande à Timon de promettre de rester éveiller avec lui... |                    |                                                           |                                                                 |                              | |                                                                                               |                             |
| 27 | 27                 | Le Parfum du succès Prêts à tout, bons à rien             | Common Scents Mister Twister                                    | Brad Neave                   | Bill Matheny Darryl Nickens                                                                             | Lazarino Baarde, David Earl & Gord McBride                                                    | 2 juillet 1999              |
| Le Parfum du succès : Quand le créateur de mode Danny Gofigure sent l’odeur de Pumbaa, il le déniche et suggère que le phacochère commence une entreprise de vente de parfum et de devenir célèbre, beaucoup à la jalousie de Timon... Prêts à tout, bons à rien : Timon et Pumbaa ont besoin d’un emploi afin d’augmenter la cotisation pour le club "La revue mensuelle des amateurs d'insectes". Quand toutes les idées de Pumbaa s'avèrent être un échec, Timon suggère de faire carrière comme observateurs de tornades, et les choses tournent mal quand une vraie tornade arrive... |                    |                                                           |                                                                 |                              | |                                                                                               |                             |
| 28 | 28                 | Timon et le Noël des enfants Timon super star             | Don't Be Elfish Lights, Camera, Traction                        | Brad Neave                   | Tracy Berna Barry Hawkins                                                                               | Luisito Escauriaga, Glen Lovett & Maurice Sherwood                                            | 9 juillet                   |
| Timon et le Noël des enfants: Timon veut un jeu vidéo pour Noël. Alors lui et Pumbaa obtiennent des emplois au centre commercial, Pumbaa étant le Père Noël et Timon étant un elfe. Timon oblige les enfants à répondre à tous ses besoins, sinon ils ne parleront pas au Père Noël. Puis l'un des lutins du Père Noël se présente et dit à Timon qu'il est sur la liste des vilains. Alors Timon tente désespérément de figurer sur la belle liste pour obtenir son jeu vidéo. Timon super star: Pumbaa aide Timon à devenir une star de cinéma pour impressionner une suricate femelle. |                    |                                                           |                                                                 |                              | |                                                                                               |                             |
| 29 | 29                 | Les Vacances de Timon et Pumbaa La Leçon de Rafiki        | The Running of the Bullies Special Defects                      | Brad Neave                   | James Bates et Steve Roberts Jim Markovitch                                                             | Phil Ceasar, David Earl, Glen Lovett et Andres Miranda                                        | 16 juillet 1999             |
| Les Vacances de Timon et Pumbaa: De passage en Espagne, Timon se prendre la tête avec El Toro lors de la San Fermin, la Course des taureaux. La Leçon de Rafiki: Timon et Pumbaa demandent l'aide de Rafiki pour résoudre les problèmes qu'ils détestent l'un l'autre et qui ne cessent d'aller terriblement mal... |                    |                                                           |                                                                 |                              | |                                                                                               |                             |
| 30 | 30                 | Trois vœux si je veux La glace est rompue                 | Wishy Washy Ice Escapades                                       | Brad Neave                   | Jeff Abel et Michael Keyes Brian Swenlin                                                                | Lazarino Baarde et Dave Pemberton                                                             | 23 juillet 1999             |
| Trois vœux si je veux: Timon et Pumbaa trouvent la lampe d'un génie et bientôt ils souhaitent un million de souhaits supplémentaires. La glace est rompue: Après avoir regardé un célèbre champion de patinage sur glace ours polaire à la télévision, Timon décide que lui et Pumbaa devraient apprendre à patiner sur glace afin qu'ils puissent également être les célèbres champions mondiaux de patinage sur glace. Alors que Pumbaa est doué pour le patinage, Timon ne l'est pas et décide d'abandonner son rêve, mais Pumbaa suggère qu'il continue d'essayer... |                    |                                                           |                                                                 |                              | |                                                                                               |                             |
| 31 | 31                 | Le Grand Pumbaa Un drôle d'oiseau                         | Guru-Some Jailhouse Shock                                       | Brad Neave                   | Roger Reitzel Joan Considine Johnson                                                                    | Luisito Escauriaga, Glen Lovett, Andres Miranda et Maurice Sherwood                           | 30 juillet 1999             |
| Le Grand Pumbaa: Les paroles de Pumbaa amènent les animaux de la jungle à obtenir des conseils de lui... Un drôle d'oiseau: Timon et Pumbaa finissent en prison pour avoir marché sur la pelouse interdite. Ils finissent par être compagnons de cellule avec le p'tit Jimmy et son nouvel ami Smolder l'ours teigneux. |                    |                                                           |                                                                 |                              | |                                                                                               |                             |
| 32 | 32                 | Sous le signe du scorpion L'Oiseau du matin               | Nearly Departed Early Bird Watchers                             | Brad Neave                   | Nick DuBois Etan Cohen                                                                                  | Phil Ceasar, David Earl et Dave Pemberton                                                     | 6 août 1999                 |
| Sous le signe du scorpion: Timon et Pumbaa se font piquer par un scarabée ressemblant à un scorpion. Après avoir appris que son venin est mortel après 24 heures et qu'il n'y a pas de remède, les deux compères essaient de faire de leur dernier jour le meilleur, Timon agissant gentiment envers tous les autres animaux de la jungle et Pumbaa obtenant la renommée et la fortune qu'il mérite. Cependant, le moment venu, ils se rendent compte que le venin n'a aucun effet sur les suricates ou les phacochères. L'Oiseau du matin: Timon veut essayer de manger un ver tous les matins, mais comme toujours, un oiseau se précipite et prend chaque ver dans son bec. Pumbaa essaie toujours de lui dire que peu importe ce qu'il essaie, le lève-tôt attrape toujours le ver. |                    |                                                           |                                                                 |                              | |                                                                                               |                             |
| 33 | 33                 | Zéro zéro zéro sept Vacances torrides                     | The Spy's the Limit Ready, Aim, Fire                            | Brad Neave                   | Ford Riley Drew Daywalt & David Schneider                                                               | Lazarino Baarde, Luisito Escauriaga & Maurice Sherwood                                        | 13 août 1999                |
| Zéro zéro zéro sept: Après avoir accidentellement blessé un agent secret, Timon et Pumbaa utilisent ses affaires afin d'empêcher le Comte à Rebours de détruire le soleil... Vacances torrides: Quelque part dans le nord, Timon et Pumbaa tombent sur un feu de camp. Cependant, ils se retrouvent tiraillé enntre l'extinction du feu pour éviter d'avoir des ennuis avec Smolder l'ours teigneux et le rallumage du feu sur commande de Quint le forestier... |                    |                                                           |                                                                 |                              | |                                                                                               |                             |
| 34 | 34                 | Le Vantard Esprit es-tu là ?                              | Timoncchio Ghost Boosters                                       | Brad Neave                   | Henri Gilroy Tracy Berna                                                                                | Dave Pemberton, Glen Lovett et Andres Miranda                                                 | 20 août 1999                |
| Le Vantard: Rafiki jette un sort sur Timon qui fait pousser sa queue à chaque fois qu'il se vante... Esprit es-tu là ?: Après que Timon a vu une annonce dans le journal, lui et Pumbaa décident d'aller chasser des fantômes dans une maison... |                    |                                                           |                                                                 |                              | |                                                                                               |                             |
| 35 | 35                 | Coup de foudre Triplés cherchent nounous                  | Stay Away from my Honey! Sitting Pretty Awful                   | Brad Neave                   | James Bates, Tedd Anasti et Patsy Cameron Steve Robert                                                  | Phil Ceasar, David Earl et Luisito Escauriaga                                                 | 27 août 1999                |
| Coup de foudre: Pumbaa tombe amoureux de la top modèle Leslie Trobeau alors que son coeur est aussi convoité par Smolder l'ours teigneux, et Timon s'inquiète pour la vie de son copain phacochère... Triplés cherchent nounous: Le duo fait du baby-sitting et est embauché pour garder des triplés... |                    |                                                           |                                                                 |                              | |                                                                                               |                             |
| 36 | 36                 | Match nul Aux p'tits oignons                              | He's a Bad, Bad, Bad Sport Dapper Duck Burgers                  | Brad Neave                   | Nick DuBois Tracy Berna                                                                                 | Lazarino Baarde & Glen Lovett                                                                 | 3 septembre 1999            |
| Match nul: Timon, qui ne gagne jamais contre Pumbaa, se conduit en mauvais perdant... Aux p'tits oignons: Timon et Pumbaa travaillent dans un fast-food. Lorsque l'ours teigneux Smolder les confronte pour ne pas avoir reçu la bonne commande, le duo essaie frénétiquement de corriger leur erreur pour éviter de subir sa colère... |                    |                                                           |                                                                 |                              | |                                                                                               |                             |
| 37 | 37                 | Occase... ou Casse ? Bouffons ascensionnels               | It Runs Good Hot Air Buffoons                                   | Brad Neave                   | Nick DuBois & James Bates Ford Riley                                                                    | Phil Ceasar, David Earl & Dave Pemberton                                                      | 10 septembre 1999           |
| Occase... ou Casse ?: Travaillant comme vendeur de voitures, Timon et Pumbaa vendent une voiture en mauvaise état à Smolder l'ours teigneux, et finissent par la faire marcher afin d'éviter avec le client... Bouffons ascensionnels: Timon et Pumbaa tombent sur une montgolfière et se retrouvent dans une course autour du monde, alors que Pumbaa souffre de vertige... |                    |                                                           |                                                                 |                              | |                                                                                               |                             |
| 38 | 38                 | Timon est amoureux Pas si kung-fu que ça !                | Timon in Love Kahuna Potato                                     | Brad Neave                   | Sindy McKay, Tedd Anasti & Patsy Cameron Scénario : Sindy McKay, Michael Keyes & Jeff Abel Henri Gilroy | Phil Ceasar, Luisito Escauriaga et Lyn Hart                                                   | 17 septembre 1999           |
| Timon est amoureux: Après avoir été frappé par la flèche de cupidon, Timon regarde son reflet et tombe amoureux... de lui-même. Cependant, Pumbaa se sent un peu exclu... Pas si kung-fu que ça !: Timon et Pumbaa se font attaquer par deux brutes qui leur ressemblent presque et demandent de l'aide à Rafiki. Il propose de leur donner des insectes magiques pour les aider, mais ils doivent suivre les instructions exactes de Rafiki... |                    |                                                           |                                                                 |                              | |                                                                                               |                             |
| 39 | 39                 | L'Île des clones Adieu mon ami                            | Mook Island Cliphangers                                         | Mauro Casalese et Brad Neave | Nick DuBois Nick DuBois, James Bates, Jeff Abel, Tracy Berna, etc                                       | Lazarino Baarde, Phil Ceasar, David Earl et Lyn Hart                                          | 24 septembre 1999           |
| L'Île des clones: À cause de l'impolitesse de Timon, lui et Pumbaa se font virer d'un bateau de croisière, et ils naviguent vers une île déserte. Là, ils sont accueillis par un savant fou qui veut cloner Timon... Adieu mon ami: Après avoir essayé d'attraper un ver sur les falaises de Moher en Irlande, Timon et Pumbaa tombent, s'effondrent presque à mort, et voient les moments de leur vie défiler devant leurs yeux. Cependant, après que Pumbaa ait sorti un parapluie, les deux atterrissent en toute sécurité et essaient de manger le ver d'avant... |                    |                                                           |                                                                 |                              | |                                                                                               |                             |